# Olympische Winterspiele 1936/Teilnehmer (Norwegen)
| Gelbes Symbol für Goldmedaillen mit stilisierten Olympischen Ringen | Graues Symbol für Silbermedaillen mit stilisierten Olympischen Ringen | Braundes Symbol für Bronzemedaillen mit stilisierten Olympischen Ringen |
| ------------------------------------------------------------------- | --------------------------------------------------------------------- | ----------------------------------------------------------------------- |
| 7                                                                   | 5                                                                     | 3                                                                       |

Norwegen nahm an den Olympischen Winterspielen 1936 in Garmisch-Partenkirchen mit einer Delegation von 31 Athleten teil. Darunter waren sechs Frauen und 25 Männer. Am Ende der Olympischen Winterspiele belegte die norwegische Delegation mit insgesamt sieben Goldmedaillen vor dem Deutschen Reich und Schweden den ersten Platz im Medaillenspiegel.
Bei der Eröffnungsfeier trug der norwegische Eisschnellläufer Ivar Ballangrud die Fahne und war mit drei Goldmedaillen und einer Silbermedaille der erfolgreichste Starter im norwegischen Team. Der jüngste norwegische Starter war die 16-jährige Laila Schou Nilsen und der älteste Starter der 34-jährige Alf Konningen. Sowohl Nilsen als auch Konningen traten bei alpinen Wettbewerben an den Start.

## Medaillen

### Medaillenspiegel
| Rang   | Sportart              | G | S | B | Gesamt |
| ------ | --------------------- | - | - | - | ------ |
| 1      | Eisschnelllauf        | 4 | 2 | — | 06     |
| 2      | Nordische Kombination | 1 | 1 | 1 | 03     |
| 3      | Skispringen           | 1 | — | 1 | 02     |
| 4      | Eiskunstlauf          | 1 | — | — | 01     |
| 5      | Skilanglauf           | — | 2 | — | 03     |
| 6      | Ski Alpin             | — | — | 1 | 01     |
| Gesamt | Gesamt                | 7 | 5 | 3 | 15     |

### Medaillengewinner

#### Gold
| Name              | Sportart              | Geschlecht | Wettbewerb |
| ----------------- | --------------------- | ---------- | ---------- |
| Ivar Ballangrud   | Eisschnelllauf        | männlich   | 500 m      |
| Ivar Ballangrud   | Eisschnelllauf        | männlich   | 5000 m     |
| Ivar Ballangrud   | Eisschnelllauf        | männlich   | 10.000 m   |
| Sonja Henie       | Eiskunstlauf          | weiblich   | Einzel     |
| Oddbjørn Hagen    | Nordische Kombination | männlich   | Einzel     |
| Charles Mathiesen | Eisschnelllauf        | männlich   | 1500 m     |
| Birger Ruud       | Skispringen           | männlich   | Einzel     |

#### Silber
| Name                                                          | Sportart              | Geschlecht | Wettbewerb |
| ------------------------------------------------------------- | --------------------- | ---------- | ---------- |
| Ivar Ballangrud                                               | Eisschnelllauf        | männlich   | 1500 m     |
| Oddbjørn Hagen                                                | Skilanglauf           | männlich   | 18 km      |
| Olaf Hoffsbakken                                              | Nordische Kombination | männlich   | Einzel     |
| Georg Krog                                                    | Eisschnelllauf        | männlich   | 500 m      |
| Sverre Brodahl Oddbjørn Hagen Olaf Hoffsbakken Bjarne Iversen | Skilanglauf           | männlich   | Staffel    |

#### Bronze
| Name               | Sportart              | Geschlecht | Wettbewerb         |
| ------------------ | --------------------- | ---------- | ------------------ |
| Reidar Andersen    | Skispringen           | männlich   | Einzel             |
| Sverre Brodahl     | Nordische Kombination | männlich   | Einzel             |
| Laila Schou Nilsen | Ski Alpin             | weiblich   | Alpine Kombination |

## Teilnehmer nach Sportarten

### Eiskunstlauf
Zum dritten Mal hintereinander konnte Sonja Henie, welche auch als Topfavoritin in den gegangen ist, die Goldmedaille im Eiskunstlaufen der Damen gewinnen. Vor ihr ist dies nur dem Schweden Gillis Grafström gelungen, welcher 1920, 1924 und 1928 Olympiasieger im Eiskunstlaufen der Männer wurde.
| Athleten                         | Wettbewerbe | PF  | FS  | Punkte | Platzierung | Rang |
| -------------------------------- | ----------- | --- | --- | ------ | ----------- | ---- |
| Frauen                           |             |     |     |        |             |      |
| Nanna Egedius                    | Einzel      | DNS | DNS | DNS    | DNS         | DNS  |
| Sonja Henie                      | Einzel      | 1   | 1   | 424,5  | 7,5         | Gold |
| Mixed                            |             |     |     |        |             |      |
| Randi Bakke Christen Christensen | Paar        | –   | –   | 132,5  | 8,2         | 15   |

### Eisschnelllauf
Ivar Ballangrud avancierte zum Star der Olympischen Winterspiele 1936. Er startete im Eisschnelllaufen über alle Strecken und konnte drei Goldmedaillen gewinnen und das jeweils mit olympischen Rekord. Nur über die 1500 Meter schnappte sich sein Teamkollege Charles Mathiesen mit olympischen Rekord die Goldmedaille und Ballangrud musste sich mit Silber begnügen. Mit seinen drei Goldmedaillen und einer Silbermedaille war er der beste Athlet bei den Olympischen Winterspielen. Der dritte norwegische Eisschnellläufer, der eine Medaille gewinnen konnte, war Georg Krog mit der Silbermedaille über die 500 Meter.
| Athleten          | Wettbewerb | Zeit           | Rang   |
| ----------------- | ---------- | -------------- | ------ |
| Ivar Ballangrud   | 500 m      | 43,4 s OR      | Gold   |
| Ivar Ballangrud   | 1500 m     | 2:20,2 min     | Silber |
| Ivar Ballangrud   | 5000 m     | 8:19,6 min OR  | Gold   |
| Ivar Ballangrud   | 10.000 m   | 17:24,3 min OR | Gold   |
| Hans Engnestangen | 500 m      | DNF            | DNF    |
| Hans Engnestangen | 1500 m     | 2:23,0 min     | 8      |
| Harry Haraldsen   | 500 m      | 54,9 s         | 34     |
| Harry Haraldsen   | 1500 m     | 2:22,4 min     | 7      |
| Georg Krog        | 500 m      | 43,5 s         | Silber |
| Charles Mathiesen | 1500 m     | 2:19,2 min OR  | Gold   |
| Charles Mathiesen | 5000 m     | 8:36,9 min     | 7      |
| Charles Mathiesen | 10.000 m   | 17:41,2 min    | 4      |
| Michael Staksrud  | 5000 m     | 8:38,5 min     | 9      |
| Michael Staksrud  | 10.000 m   | 17:56,7 min    | 10     |
| Edvard Wangberg   | 5000 m     | 8:54,7 min     | 20     |
| Edvard Wangberg   | 10.000 m   | 18:15,8 min    | 18     |

### Nordische Kombination
Der Wettbewerb der Nordischen Kombination setzte sich aus einem Langlauf über 18 Kilometer und zwei Sprungen von der Normalschanze zusammen. Während der Skisprungwettbewerb gesondert ausgetragen wurde, nahmen die nordischen Kombinierten an den Langlaufwettbewerb über 18 Kilometer teil, in welchen auch Medaillen im Langlauf vergeben werden. Zum vierten Mal hintereinander gewann nur Norweger die Medaillen in der Nordischen Kombination. Außer Norwegen gelang nur es nur der deutschen Mannschaft bei den Olympischen Winterspielen 2018 in einen Wettbewerb der Nordischen Kombination alle Medaillen zu gewinnen.
| Athleten         | Wettbewerb | Skilanglauf | Skilanglauf | Skilanglauf | Skispringen | Skispringen | Skispringen | Skispringen | Gesamt       | Gesamt |
| Athleten         | Wettbewerb | Zeit        | Punkte      | Rang        | Weite 1     | Weite 2     | Punkte      | Rang        | Gesamtpunkte | Rang   |
| ---------------- | ---------- | ----------- | ----------- | ----------- | ----------- | ----------- | ----------- | ----------- | ------------ | ------ |
| Männer           |            |             |             |             |             |             |             |             |              |        |
| Sverre Brodahl   | Individual | 1:18:01 h   | 225,5       | 3           | 40,0 m      | 47,0 m      | 182,6       | 28          | 408,1        | Bronze |
| Oddbjørn Hagen   | Individual | 1:15:33 h   | 240,0       | 1           | 42,0 m      | 46,0 m      | 190,3       | 16          | 430,3        | Gold   |
| Olaf Hoffsbakken | Individual | 1:17:37 h   | 227,8       | 2           | 47,0 m      | 45,5 m      | 192,0       | 13          | 419,8        | Silber |
| Bernt Østerkløft | Individual | 1:21:37 h   | 205,1       | 6           | 44,0 m      | 48,0 m      | 188,7       | 21          | 393,8        | 6      |

### Ski Alpin
Die erst 16-jährige Laila Schou Nilsen gewann bei den erstmals ausgetragenen alpinen Wettbewerben mit der Bronzemedaille die erste Medaille. Nachdem sie noch nach der Abfahrt geführt hatte, fiel sie durch den Slalom auf den dritten Platz zurück. Bei den Männern führte nach der Abfahrt Birger Ruud, welcher aber im Slalom auf den undankbaren vierten Platz zurückfiel.
| Athleten           | Wettbewerb         | Abfahrt    | Abfahrt | Slalom      | Slalom      | Slalom      | Slalom      | Slalom | Gesamt       | Gesamt |
| Athleten           | Wettbewerb         | Zeit       | Rang    | Durchgang 1 | Durchgang 1 | Durchgang 2 | Durchgang 2 | Rang   | Gesamtpunkte | Rang   |
| Athleten           | Wettbewerb         | Zeit       | Rang    | Zeit        | Strafzeit   | Zeit        | Strafzeit   | Rang   | Gesamtpunkte | Rang   |
| ------------------ | ------------------ | ---------- | ------- | ----------- | ----------- | ----------- | ----------- | ------ | ------------ | ------ |
| Frauen             |                    |            |         |             |             |             |             |        |              |        |
| Johanne Dybwad     | Alpine Kombination | 5:32,0 min | 08      | 1:26,5 min  | 0:06 min    | 1:30,9 min  |             | 07     | 85,90        | 07     |
| Laila Schou Nilsen | Alpine Kombination | 5:04,4 min | 01      | 1:26,1 min  | 0:06 min    | 1:17,3 min  |             | 05     | 93,48        | Bronze |
| Nora Strømstad     | Alpine Kombination | 5:57,4 min | 11      | 1:34,2 min  | –           | 1:51,1 min  | 0:06 min    | 14     | 77,20        | 11     |
| Männer             |                    |            |         |             |             |             |             |        |              |        |
| Per Fossum         | Alpine Kombination | 5:03,2 min | 07      | 1:30,3 min  | –           | 1:29,7 min  | –           | 15     | 88,12        | 09     |
| Alf Konningen      | Alpine Kombination | 5:00,4 min | 05      | 1:29,3 min  | –           | 1:24,3 min  | –           | 09     | 90,06        | 08     |
| Birger Ruud        | Alpine Kombination | 4:47,4 min | 01      | 1:31,9 min  | 0:06 min    | 1:17,1 min  | –           | 06     | 93,38        | 04     |
| Sigmund Ruud       | Alpine Kombination | 5:11,6 min | 10      | DNS         | DNS         | DNS         | DNS         | DNS    | DNF          | DNF    |

### Skilanglauf
Zum zweiten Mal hintereinander blieb Norwegen im Skilanglauf ohne Goldmedaille bei den Olympischen Spielen. Im Einzelwettbewerb über die 18 Kilometer konnte Oddbjørn Hagen, welcher die Goldmedaille in der nordischen Kombination holte, die Silbermedaille gewinnen. Er bildete auch gemeinsam mit Sverre Brodahl, Olaf Hoffsbakken und Bjarne Iversen die norwegische Staffel, welche die Silbermedaille im Staffelwettbewerb gewann.
| Athleten                                                      | Wettbewerb | Zeit      | Rang   |
| ------------------------------------------------------------- | ---------- | --------- | ------ |
| Männer                                                        |            |           |        |
| Trygve Brodahl                                                | 50 km      | 3:50:14 h | 11     |
| Oddbjørn Hagen                                                | 18 km      | 1:15:33 h | Silber |
| Kåre Hatten                                                   | 50 km      | 3:50:37 h | 12     |
| Olaf Hoffsbakken                                              | 18 km      | 1:17:37 h | 05     |
| Bjarne Iversen                                                | 18 km      | 1:18:56 h | 09     |
| Arne Rustadstuen                                              | 18 km      | 1:18:13 h | 06     |
| Per Samuelshaug                                               | 50 km      | DNF       | DNF    |
| Arne Tuft                                                     | 50 km      | 3:41:18 h | 06     |
| Sverre Brodahl Oddbjørn Hagen Olaf Hoffsbakken Bjarne Iversen | Staffel    | 2:41:39 h | Silber |

### Skispringen
Nachdem Birger Ruud schon bei den Olympischen Winterspielen 1932 in Lake Placid die Goldmedaille gewonnen hatte, schrieb er durch seinen zweiten Olympiasieg Geschichte, weil er der erste Skispringer ist der seinen Olympiasieg verteidigen konnte. Zudem konnte Reidar Andersen die Bronzemedaille gewinnen.
| Athleten           | Wettbewerb    | Sprung 1 | Sprung 1 | Sprung 1 | Sprung 2 | Sprung 2 | Sprung 2 | Gesamt | Gesamt |
| Athleten           | Wettbewerb    | Weite    | Punkte   | Rang     | Weite    | Punkte   | Rang     | Punkte | Rang   |
| ------------------ | ------------- | -------- | -------- | -------- | -------- | -------- | -------- | ------ | ------ |
| Männer             |               |          |          |          |          |          |          |        |        |
| Reidar Andersen    | Normalschanze | 74,0 m   | 113,5    | 4        | 75,0 m   | 115,4    | 02       | 228,9  | Bronze |
| Arnholdt Kongsgård | Normalschanze | 74,5 m   | 111,6    | 6        | 66,0 m   | 106,1    | 12       | 217,7  | 8      |
| Birger Ruud        | Normalschanze | 75,0 m   | 114,9    | 2        | 74,5 m   | 117,1    | 01       | 232,0  | Gold   |
| Kåre Walberg       | Normalschanze | 73,5 m   | 113,7    | 3        | 72,0 m   | 113,3    | 04       | 227,0  | 4      |